# Savielly Tartakower
Savielly Tartakower, en ruso: Савелий Григорьевич Тартаковер (Rostov del Don, Imperio ruso, 22 de febrero de 1887-París, Francia, 4 de febrero de 1956), generalmente conocido como Saviely, o Ksawery, del ruso Савелий, que significa 'pequeño Saúl'; o menos frecuentemente Xavier Tartacover o Xavier Tartakóver, fue un destacado gran maestro internacional polaco y francés de ajedrez, nacido en Rusia.

## Primeros años
Nació en Rostov del Don, de una familia de origen judío y polaco. A la edad de doce años, él y su familia dejaron Rusia para trasladarse al Imperio austrohúngaro, donde finalmente se establecieron en Viena, donde Tartakower vivió su juventud. Se graduó en las escuelas de leyes de las universidades de Ginebra y Viena. Durante sus estudios, se interesó en el ajedrez y comenzó a frecuentar reuniones de jugadores en los cafés vieneses. Allí tuvo oportunidad de enfrentarse con algunos de los más grandes ajedrecistas de su tiempo, entre ellos Carl Schlechter, Géza Maróczy (frente al cual ganaría su más brillante partida), Milan Vidmar y Richard Réti. Su primer gran logro fue el título mayor en un torneo en Núremberg en 1906. Tres años después, consiguió el segundo lugar en el torneo de Viena, únicamente perdiendo frente a Réti.
Durante la Primera Guerra Mundial, fue conscripto en el ejército austrohúngaro y sirvió como oficial de staff en varias posiciones. Al finalizar la guerra, emigró a Francia y se estableció en París. A pesar de que Tartakower ni siquiera hablaba el polaco, luego de que Polonia recuperó su independencia en 1918, aceptó la ciudadanía de este país y se transformó en uno de sus más importantes embajadores honoríficos.

## Carrera profesional
En Francia, decidió dedicarse a la práctica profesional del ajedrez. También, comenzó a trabajar para varias publicaciones relacionadas con el tema. Escribió varios libros en la materia, el más famoso de los cuales, El juego de ajedrez hipermoderno (Die hypermoderne Schachpartie), se publicó en 1924 y ha tenido casi cien reediciones desde entonces. Tartakower también participó en muchos de los encuentros más importantes de la época. En 1927 y 1928, ganó dos torneos en Hastings y compartió el primer puesto con Aron Nimzowitsch en la competencia de Londres. En esta última ocasión, pudo imponerse sobre notables ajedrecistas como Frank Marshall, Milan Vidmar y Yefim Bogoliúbov. En 1930, ganó el torneo de Lieja batiendo a Mir Sultan Khan por dos puntos. También superó a Akiba Rubinstein, Nimzowitsch y Marshall, entre otros.
En los años 1930, Tartakower representó a Polonia en seis Olimpíadas de Ajedrez, obteniendo tres medallas individuales (oro en 1931 y bronce en 1933 y 1935) y cinco medallas grupales (oro, dos de plata y dos de bronce). Fue uno de los principales organizadores de la Olimpíada de Ajedrez de Varsovia 1935. También ganó el campeonato polaco dos veces, en 1935 (en Varsovia) y 1937 (en Jurata).
En 1939, el comienzo de la Segunda Guerra Mundial lo sorprendió en Buenos Aires, donde se encontraba jugando en la octava Olimpíada de Ajedrez en representación de Polonia en un equipo en el que figuraba, entre otros, Mieczyslaw Najdorf. Najdorf siempre se refirió a Tartakower como "mi maestro".

## Personalidad y contribuciones al ajedrez
Tartakower es reconocido como una de las más grandes personalidades ajedrecísticas de su tiempo. Harry Golombek, quien tradujo el libro de Tartakower sobre sus mejores juegos, escribió la introducción:

El Dr. Tartakower es por mucho el más culto e ingenioso de todos los maestros ajedrecistas que he conocido. Su muy centrada mentalidad y su natural ingenio hacen de su conversación un constante placer. Tanto es así que considero que Tartakower es una de las más brillantes atracciones que un torneo internacional puede depararme. Su charla y pensamiento se asemejan a una modernizada mezcla de Spinoza y Voltaire; y con esta, todo un toque de paradójica originalidad que es esencialmente Tartakower.

Talentoso jugador, es también conocido por sus incontables aforismos, a veces apodados "tartakoverismos". Una de las variaciones de la defensa danesa es llamada en su honor. La defensa Tartakower, también conocida como el sistema Tartakower-Makogonov-Bondarevsky, también lleva su nombre. Se cree que es el inventor de la "apertura del orangután" (1. b4...), llamada así luego de que Tartakower quedó encantado con un gran simio del zoológico de Nueva York que conoció en una visita durante el gran torneo de 1924.
Capablanca superó +5 -0 =7 a Tartakower, pero jugaron varios partidos especialmente duros. Luego del empate en Londres 1922 (donde Tartakower usó su nueva defensa), Capablanca le dijo: "(A usted) le falta solidez", a lo que Saviely respondió jocosamente: "Esa es mi virtud salvadora". Pero en un reportaje de Capablanca durante la Olimpíada de Ajedrez de Buenos Aires 1939 hecho para el diario argentino Crítica, el maestro cubano sostuvo:

El equipo polaco es capitaneado y liderado por el Dr. S. Tartakower, un maestro con profundo conocimiento y gran imaginación, cualidades que lo hacen un formidable adversario. Afortunadamente para los otros, el equipo polaco dispone de un solo Tartakower.

## Últimos años
Luego de una corta estadía en Argentina, decidió retornar a Europa. Arribó a Francia poco antes de la ocupación alemana de 1940. Bajo el falso apellido de "Cartier", se unió a las fuerzas del general Charles de Gaulle. Luego de la Segunda Guerra Mundial y el ascenso del poder comunista en Polonia, Tartakower adoptó la ciudadanía francesa. Representó a este país en las Olimpíadas de Ajedrez de 1950. La FIDE instituyó el sistema de títulos oficiales ese mismo año; Tartakower estuvo en el primer grupo de jugadores en recibir el honor de ser nombrado gran maestro internacional. Murió el 4 de febrero de 1956 en París.

## Citas
- "Es siempre mejor sacrificar las piezas de tu oponente".
- "Un peón aislado dispersa tristeza por todo el tablero".
- "Los desatinos están ahí en el tablero, listos para ser cometidos".
- "El ganador de la partida es el jugador que comete el penúltimo error".
- "La jugada está ahí, pero necesitas verla". (Horowitz 1971).
- "El juego de Ajedrez es a menudo la tragedia de un tiempo".
- "Táctica es saber qué hacer cuando hay algo para hacer. Estrategia es saber qué hacer cuando no hay nada para hacer".
- "Los finales de partida con solo torres y peones equivalen a tablas". Por supuesto, esto no es literalmente cierto; Tartakower estaba haciendo un comentario mitad serio, mitad jocoso sobre el hecho de que una pequeña ventaja de torres y peones en un final es poco susceptible de ser transformada en una victoria. Víktor Korchnói (2002), John Emms (1999) y James Howell (1997) atribuyen esta cita a Tartakower, mientras que Mark Dvoretsky (2003), Andrew Soltis (2003) y este artículo Karsten Müller la asignan a Siegbert Tarrasch. Esto último podría ser la consecuencia de confundir la cita con la "regla de Tarrasch" sobre las torres. Véase cierre de juego para mayores referencias.

## Publicaciones
- Quinientos juegos magistrales de ajedrez, por S. G. Tartakower y J. du Mont. Dover Publications, June 1, 1975, ISBN 0-486-23208-5.
- Bréviaire des échecs, uno de los textos básicos más reconocidos en el idioma francés.
- Mis mejores partidas de ajedrez 1905-1954, por S. G. Tartakower. Dover Publications, 1985, ISBN 0-486-24807-0. La rememoración definitiva de la carrera de Tartakower, escrita en su estilo característico.